# 仁川綜合巴士客運站

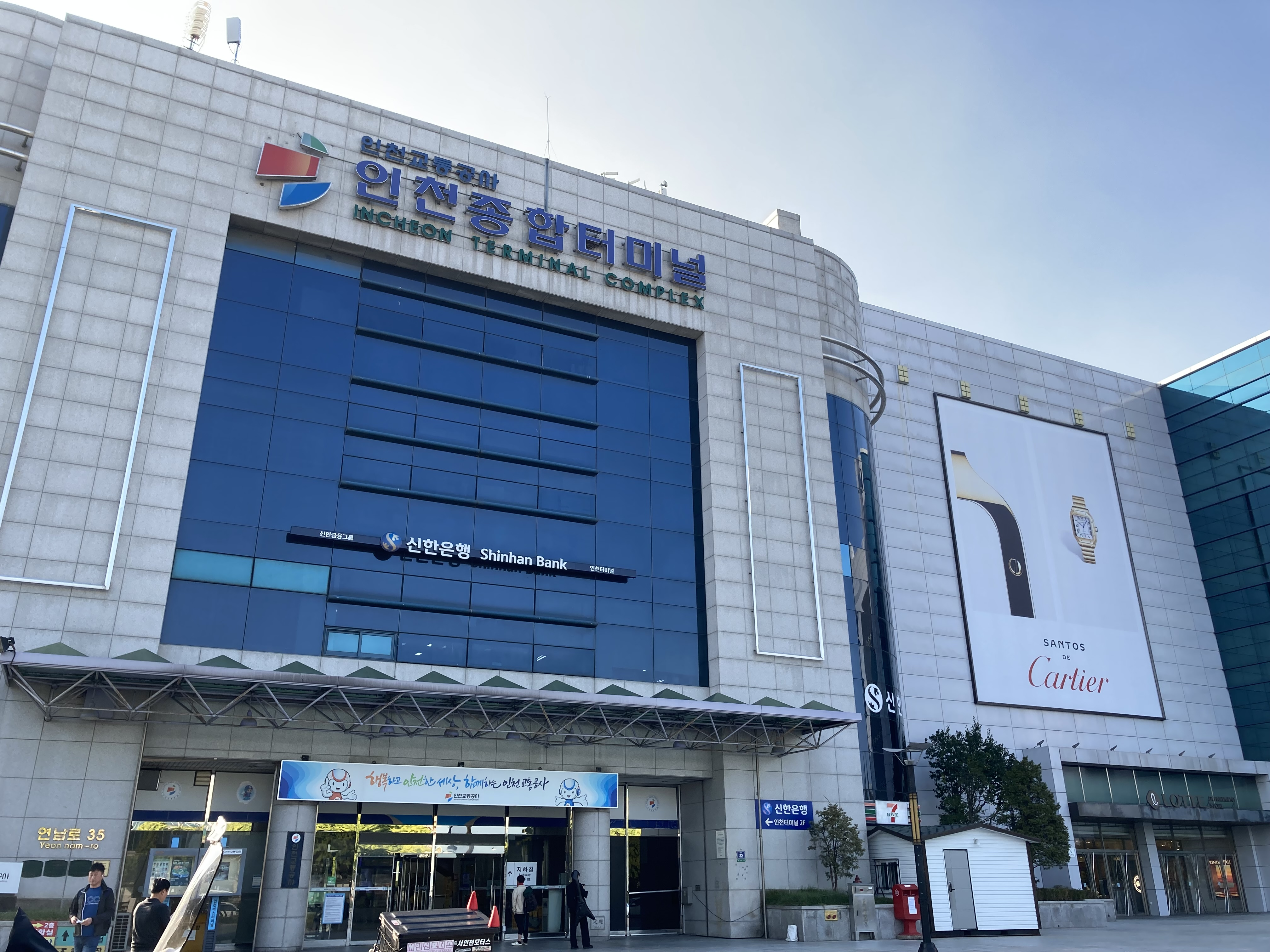
大樓外觀

仁川綜合巴士客運站（：／ Incheon jonghap beoseu teomineol */?）是位於大韩民国仁川廣域市彌鄒忽區延南路35號（官校洞15號）的巴士车站。客運站最初於1975年9月25日在南區（現彌鄒忽區）龍現洞614號開業，1998年11月6日搬遷至南區官校洞。客運站由仁川廣域市的公營機關仁川交通公社經營，2012年9月出售給樂天集團。